# T. Feyens
T. Feyens war ein belgischer Hersteller von Automobilen. Der Markenname lautete Feyens.

## Unternehmensgeschichte
Das Unternehmen aus der Avenue de Cortenberg in Brüssel handelte ursprünglich mit neuen und gebrauchten Motorrädern. 1898 wurden Automobile hergestellt.

## Fahrzeuge
Das einzige Modell war ein Kleinwagen.